# 胰島A細胞
胰島A細胞（alpha cells，亦作α-cells），是胰島中的一種內分泌腺上皮細胞。在正常生理狀態下，胰島α細胞約佔胰島細胞總數的20%，而胰島β細胞約佔75%。胰島α與胰島β細胞的比例適當是維持血糖穩態平衡的重要基礎。通過馬洛里染色（Mallory Staining）可以區分胰島中的A細胞、B細胞、D細胞與pp細胞。

## 功能
首先，胰島A細胞中的升糖素會與肝細胞及腎細胞等細胞上的受體結合，從而提高血糖水平，防止低血糖發生。過程會激活肝細胞內的糖原磷酸化酶，將肝糖原水解為葡萄糖。正常人進餐後，血糖濃度升高就可以抑制升糖素的分泌。因為葡萄糖經葡萄糖轉運蛋白1轉運到α細胞內，再經GCK催化，並在線粒體內進行異化作用，從而產生三磷酸腺苷。這會導致三磷酸腺苷敏感性鉀通道關閉及細胞膜的去極化，使T型鈣通道和電壓依賴的鈉通道失活，同時又使N型及L型鈣通道關閉。 升糖素分泌因鈣內流減少而受到抑制。但糖尿病患者餐後血糖濃度的升高，並不能抑制升糖素的分泌，甚至會進一步促進升糖素分泌，造成肝糖輸出增加和血糖水平進一步上升。其次，胰島A細胞會促進肝細胞對氨基酸的主動攝取，降低丙氨酸、穀氨酸及甘氨酸等生糖氨基酸的水平。而且，胰島A細胞可促進脂肪組織的水解及脂肪酸的氧化，使血液中游離脂肪酸的水平增加。最後，胰島A細胞可促進肝臟攝取游離脂肪酸，令肝臟可以儲存部分甘油三酯，同時有輕微生酮的作用。 